# 中川友次郎

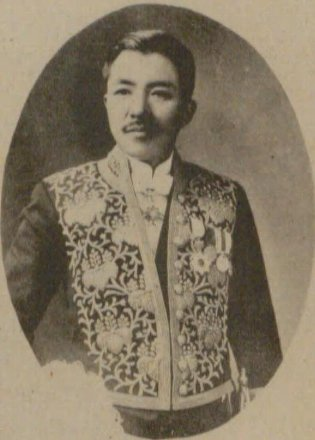
中川友次郎

中川 友次郎（なかがわ ともじろう、1873年（明治6年）4月 - 1945年（昭和20年）4月15日）は、日本の内務・農商務官僚。群馬県知事（官選第20代）、台湾総督府財務局長、特許局長官。旧姓・井関。

## 経歴
現在の石川県金沢市出身。井関好直の弟として生まれ、中川長吉の養子となる。第四高等学校を卒業。1897年、東京帝国大学法科大学法律学科（英法）を卒業。同年12月、文官高等試験行政科試験に合格。内務省に入省し県治局属となる。
以後、内務省書記官、同参事官、高知県書記官、農商務省参事官、同山林局長、法制局参事官などを歴任。1910年9月、台湾総督府財務局長に就任。
1917年9月、群馬県知事に転任。米騒動を契機に県内の米自給を実現するため、1918年の通常県会に大正用水の工事計画を提案し決定された。1919年6月、製鉄所次長に転任。1922年7月、農商務省特許局長官に転じ、1923年7月25日に依願免本官となり退官した。
その後、前田侯爵家総務、汽車製造会社監査役などを務めた。

## 官歴
- 造神宮主事 任官
- 内務書記官 兼任
- 1899年（明治32年）4月13日 - 内務省参事官 任官、叙高等官七等、八級俸下賜、社寺局勤務 任命[10]。
- 1900年（明治33年）3月12日 - 七級俸下賜[11]
- 1901年（明治34年）5月20日 - 六級俸下賜[12]
  - 5月30日 - 神職試験委員 任命[13]
- 1902年（明治35年）5月22日 - 陞叙 高等官五等[14]、五級俸下賜[15]。
- 高知県書記官 任官
- 1903年（明治36年）12月19日 - （株）土佐農工銀行監理官 任命[16]
- 1904年（明治37年）3月12日 - 高知地方森林会議員 任命[17]
- 1905年（明治38年）8月16日 - 山林局監督官 兼 農商務省参事官 任官、一級俸下賜[18]
- 農商務省山林局長 任官
- 法制局参事官 任官
- 1908年（明治41年）12月9日 - 文官高等試験常任委員 仰付[19]
- 1909年（明治42年）6月18日 - 御用有之台湾へ出張及び御用有之清国へ差遣[20]。
- 1910年（明治43年）9月15日 - 台湾総督府財務局長 任官
  - 9月15日 - 文官普通懲戒委員 任命、文官普通試験委員長 任命[21]
  - 9月20日 - 文官高等試験常任委員 依願免職[22]
  - 11月18日 - 台湾永代借地調査委員 任命[23]
- 1911年（明治44年）4月12日 - （株）台湾銀行監理官 任命[24]
- 1917年（大正6年）9月26日 - 台湾総督府財務局長 免官、群馬県知事 任官
- 1919年（大正8年）6月28日 - 群馬県知事 免官
- 特許局長官 任官

## 栄典・授章・授賞
位階
- 1898年（明治31年）8月 - 従七位
- 1900年（明治33年）5月30日 - 正七位[25]
- 1902年（明治35年）9月20日 - 従六位[26]
- 1904年（明治37年）8月5日 - 正六位[27]
- 1907年（明治40年）2月12日 - 従五位[28]
- 1910年（明治43年）6月11日 - 正五位[29]
- 1915年（大正4年）7月31日 - 従四位[30]
- 1920年（大正9年）8月20日 - 正四位[31]
- 1923年（大正12年）8月10日 - 従三位[32]

勲章等
- 1911年（明治44年）6月13日 - 勲四等瑞宝章[33]
- 1912年（大正元年）8月1日 - 韓国併合記念章[34]
- 1915年（大正4年）2月10日 - 勲三等瑞宝章[35]
- 1920年（大正9年）11月1日 - 旭日中綬章[36]

## 著作
- 閲、山崎有信編『古社寺保存便覧：古社寺保存法註解,同保存出願手続』最勝閣、1903年。

## 親族
- 長男 中川友長 経済学博士
- 三男 中川重雄 理学博士。立教大学理学部教授で原子物理学研究者。1954年に原子力に関する「わが国最 初の教科書」として『教養の科学原子力』（田島英三、 武谷三男と共著）を執筆、立教大への原子炉誘致を推進した[37]。
- 四男 平沼恭四郎 実業家 
  - 孫 平沼赳夫 衆議院議員